# Recettore metabotropico
Il recettore metabotropo è una delle due grandi famiglie nelle quali sono suddivisibili funzionalmente i recettori.
Al contrario dei recettori ionotropi il cui legame con il ligando causa l'apertura del canale racchiuso dal recettore stesso, il recettore metabotropo, una volta legato il ligando, avvia una serie di reazioni a cascata intracellulari mediata da un secondo messaggero ed alla base della trasduzione del segnale.
Come i recettori ionotropi, i recettori metabotropi sono localizzati a livello della membrana citoplasmatica e sono perciò entrambi recettori transmembrana.

## Tipologia del recettore
I recettori metabotropi sono strutturalmente eterogenei, sebbene possano essere suddivisi in quattro principali tipi strutturali e funzionali:
1) Recettori accoppiati a proteine G tra i quali:
- recettore metabotropico del glutammato
- recettore muscarinico
- recettore adrenergico
- recettore GABA B
- recettore della serotonina
- recettore della dopamina
- recettore dell'istamina
- recettore dei cannabinoidi
- recettore degli oppioidi
- recettore dell'angiotensina
- recettore della colecistochinina
- recettore dei leucotrieni
- recettore della rodopsina
- recettore della somatostatina

Tali tipi di recettori, che possiedono 7 domini transmembrana (TM), possono avviare una catena di reazioni intracellulari che portano all'attivazione di proteine endocellulari o, più raramente, possono mediare l'apertura di canali ionici.
2) Recettori tirosin chinasici
- recettore dell'EGF (Fattore di crescita dell'epidermide)
- recettore dell'IGF-1
- recettore dell'eritropoietina

Al contrario dei recettori accoppiati a proteine G, questi tipi di recettori possiedono un solo dominio transmembrana, quindi attraversano la membrana una sola volta. 
3) recettori per le citochine, definiti anche recettori accoppiati a chinasi: sono recettori la cui struttura ed il meccanismo d'azione è simile a quello dei recettori tirosin chinasici. Al contrario di questi, i recettori per le citochine non hanno attività tirosin chinasica intrinseca, ma l'attività è mediata da una chinasi cellulare. 
4) recettori guanilil-ciclasi: sono recettori ad attività guanilato-ciclasica, poco rappresentati negli organismi superiori. Si possono ricordare: 
- recettore per il peptide natriuretico
- recettore per la guanilina